# Serial Digital Interface

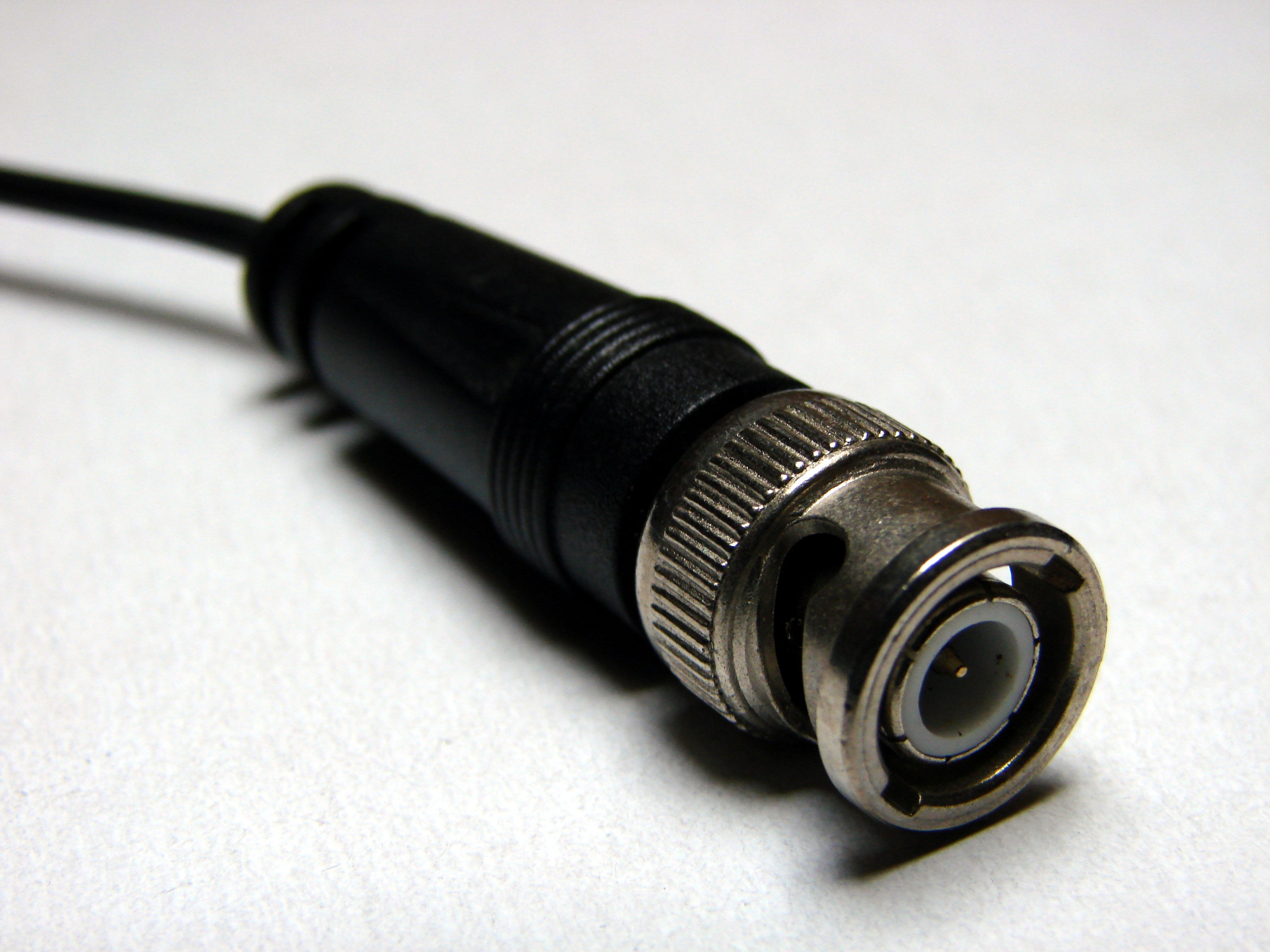
Conexões SDI utilizam um conector BNC

Serial Digital Interface (SDI) é uma interface digital de vídeo e áudio criada pela Society of Motion Picture and Television Engineers (SMPTE). Por exemplo, ITU-R BT.656 e SMPTE 259M definem as interfaces de vídeos digitais utilizadas no grau de transmissão do vídeo. A norma relacionada, conhecida como high-definition serial digital interface (HD-SDI), é padronizada em SMPTE 292M; o que proporciona uma taxa de 1,485 Gbit/s de dados nominais.
O padrão é utilizado para a transmissão de sinais digitais de vídeo sem compressão e sem codificação (com ou sem áudio) em estúdios de TV e no cinema digital que trafega através de cabos com conectores BNC. Os dois padrões (SDI e HD-SDI) estão disponíveis apenas em equipamento profissional. Vários acordos proíbem a sua utilização em equipamentos destinados a usuários finais. No entanto, existem mods para reprodutores de DVD que permitem que o usuário adicione SDI a esses equipamentos.
Cabos com este tipo de sinal não sofrem interferências (devido ao sinal ser digital), podendo ser construídos com considerável extensão (100 metros por exemplo). Cabos SDI podem transportar também, juntamente com o áudio e o vídeo, informações de Timecode, o que permite sincronizar diversos equipamentos conectados entre si.